# Jules Boulez
Jules Jacques Louis Fernand Boulez (Sint-Eloois-Vijve, 6 mei 1889 — Oudenaarde, 23 februari 1960) was een Belgisch schilder, behorend tot de Latemse School.
Boulez was de zoon van Paul Auguste Joseph Boulez, burgemeester en herenboer te Sint-Eloois-Vijve. Hij liep school in Gent, alwaar hij in 1908 het conservatorium bezocht, met de bedoeling acteur te worden. Toen hij naar Oudenaarde verhuisde, werd hij lid van meerdere toneelverenigingen, waaronder de destijds vermaarde revue ’t Portje van burgemeester Santens. Hij bouwde er de decors en ontwierp de kostuums. Ook werkte hij actief mee aan het herinrichten van de Oudenaardse Lakenhalle als museum. Rond 1900 was hij lid van de Oudenaardse schildersvereniging Licht en schaduw onder leiding van Louis Raepsaet.
In 1910 volgde hij schilderlessen in het Parijse atelier Charier en aan de Salomon Reinach-school van het Louvre, gevolgd in 1912 door lessen aan de Gentse Academie van Schone Kunsten als leerling van Jean Delvin en George Minne, waar hij met de schilders van de Latemse School in contact kwam, die hem aanvankelijk beïnvloedden, waaronder Valerius De Saedeleer en Gustave Van de Woestyne. Vooral Minne zou een belangrijke invloed voor hem blijken.
Onder invloed van het impressionisme schilderde hij talrijke landschappen, stillevens en portretten, later, rond 1940, onderging hij de invloed van Georges Braque en Pablo Picasso en ging hij tevens abstract en expressionistisch, somwijlen surrealistisch schilderen. Typerend voor Boulez is de strakke afgelijndheid van zijn figuren in zijn niet-figuratief oeuvre. Zijn naakten vertoonden stijlinvloeden van Gustave De Smet.
Met de hulp van De Smet bouwde hij in Oudenaarde een architectonisch experimenteel huis aan Tussenbruggen, waar hij tot zijn dood woonde. Dit kunstenaarshuis werd door toedoen van wegenwerken in 1967 gesloopt.

## Tentoonstellingen
- 1917 Gent
- 1920 Parijs, Salon d'automne
- 1921 Gent
- 1922 Brussel
- 1932 Venetië, Biënnale
- 1935 Gent, Cercle Artistique
- 1936 Brussel, Paleis van Schone Kunsten
- 1938 Tel-Aviv
- 1938 Stockholm
- 1940 Amsterdam, Kunst van Heden
- 1942-1943 Brussel, Apollon
- 1953 Gent, Museum van Schone Kunsten
- 1957 Oostende, Kursaal
- 1962 Brussel, Ghysen

- Bibliothèque nationale de France: cb15825424z (data)
- Digitale Bibliotheek voor de Nederlandse Letteren: boul009
- Gemeinsame Normdatei: 119409658
- International Standard Name Identifier: 0000 0000 1350 7450
- Nederlandse Thesaurus van Auteursnamen: 070340374
- RKD-Nederlands Instituut voor Kunstgeschiedenis: 11419
- Système universitaire de documentation: 163950199
- Union List of Artist Names: 500189822
- Virtual International Authority File: 20490167
- WorldCat: E39PBJhhwpgKPgDk8WdGT3MXVC